# Distrikt Anra
Der Distrikt Anra liegt in der Provinz Huari in der Region Ancash in West-Peru. Der Distrikt wurde am 24. Dezember 1982 gegründet. Er besitzt eine Fläche von 80,7 km². Beim Zensus 2017 wurden 1472 Einwohner gezählt. Im Jahr 1993 lag die Einwohnerzahl bei 2230, im Jahr 2007 bei 1800. Die Distriktverwaltung befindet sich in der 3172 m hoch gelegenen Ortschaft Anra mit 307 Einwohnern (Stand 2017). Anra liegt 30 km ostnordöstlich der Provinzhauptstadt Huari.

## Geographische Lage
Der Distrikt Anra liegt im Nordosten der Provinz Huari. Der Río Puchca, linker Nebenfluss des Río Marañón, fließt entlang der nordwestlichen Distriktgrenze nach Norden.
Der Distrikt Anra grenzt im Südwesten an den Distrikt Huacachi, im Nordwesten an den Distrikt Aczo (Provinz Antonio Raymondi), im Norden an den Distrikt Uco, im Nordosten an den Distrikt Paucas, im äußersten Osten an den Distrikt Huacchis sowie im Südosten an den Distrikt Singa (Provinz Huamalíes).